# Mistrzostwa Europy w Lekkoatletyce 1962 – maraton mężczyzn

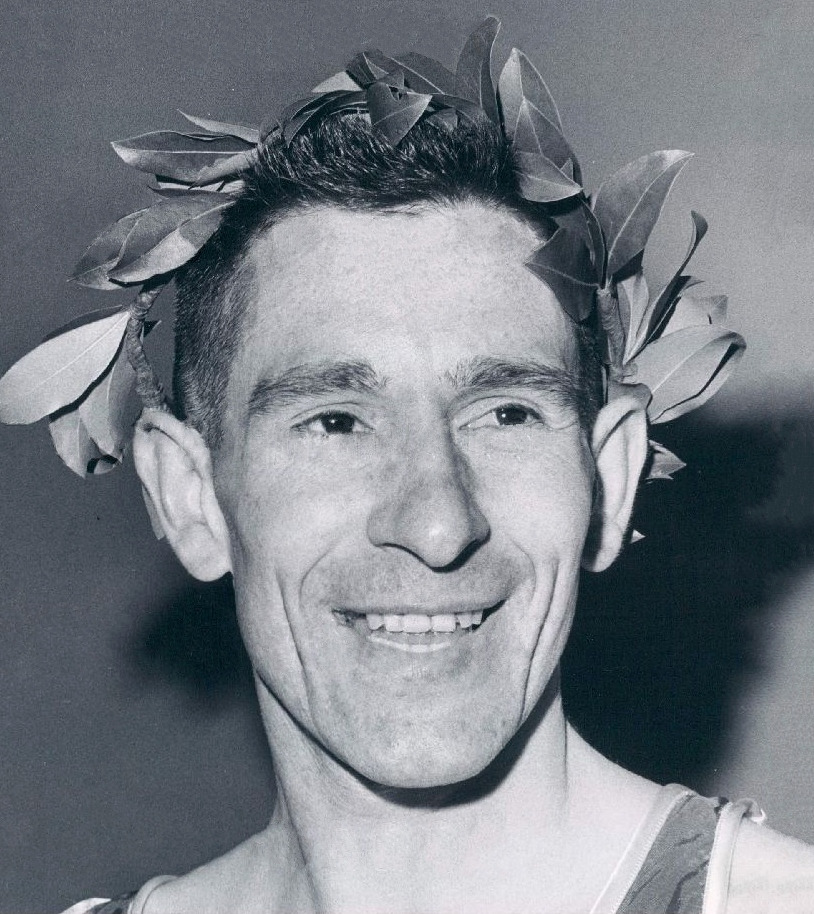
Aurèle Vandendriessche

Bieg maratoński mężczyzn był jedną z konkurencji rozgrywanych podczas VII Mistrzostw Europy w Belgradzie. Został rozegrany 16 września 1962 roku. Zwycięzcą tej konkurencji został reprezentant Wielkiej Brytanii Brian Kilby. W rywalizacji wzięło udział dwudziestu ośmiu zawodników z siedemnastu reprezentacji.

## Rekordy
| Rekord świata     | Abebe Bikila (ETH)   | 2:15:16,2 | Rzym, Włochy       | 10.09.1960 |
| Rekord mistrzostw | Siergiej Popow (SUN) | 2:15:17,0 | Sztokholm, Szwecja | 24.08.1958 |

## Wyniki
| Miejsce | Zawodnik               | Czas      |
| ------- | ---------------------- | --------- |
| 1       | Brian Kilby            | 2:23:18,8 |
| 2       | Aurèle Vandendriessche | 2:24:02,0 |
| 3       | Wiktor Bajkow          | 2:24:19,8 |
| 4       | Alistair Wood          | 2:25:57,8 |
| 5       | Pavel Kantorek         | 2:26:54,4 |
| 6       | Siergiej Popow         | 2:27:46,8 |
| 7       | Thyge Thøgersen        | 2:30:04,8 |
| 8       | Ivan Mustapić          | 2:30:23,4 |
| 9       | Stanisław Ożóg         | 2:30:32,2 |
| 10      | Václav Chudomel        | 2:30:33,0 |
| 11      | Tenho Salakka          | 2:33:00,0 |
| 12      | Eino Oksanen           | 2:33:40,8 |
| 13      | Albert Messitt         | 2:34:55,2 |
| 14      | Franjo Škrinjar        | 2:36:14,8 |
| 15      | Béla Szalay            | 2:36:38,0 |
| 16      | Bruno Bartholome       | 2:37:37,6 |
| 17      | Gerhard Hönicke        | 2:43:31,6 |
| 18      | Evert Nyberg           | 2:44:55,8 |
| 19      | Paul Genève            | 2:45:08,0 |
| 20      | Werner Zylka           | 2:47:40,0 |
| 21      | Guido Vögele           | 2:48:11,6 |
| 22      | Niilo Sorrela          | 2:48:43,2 |
| –       | Salvatore Cuccuru      | DNF       |
| –       | Haydar Erturan         | DNF       |
| –       | Ron Hill               | DNF       |
| –       | Franjo Mihalić         | DNF       |
| –       | Miguel Navarro         | DNF       |
| –       | Nikołaj Rumiancew      | DNF       |